# Kiskolozsvár
Kiskolozsvár (németül: Glasing) Németújvár településrésze, egykor önálló község Ausztriában Burgenland tartományban a Németújvári járásban.

## Fekvése
Németújvár központjától 3 km-re délkeletre a Strém-patak jobb partján  fekszik.

## Története
A település 1427-ben „Glasar” alakban említik először. A falu a németújvári uradalomhoz és a németújvári Szent Jakab plébániához tartozott. 1524-től a Batthyány család birtoka volt. 1532-ben elpusztította a török. Az 1538-as összeírás szerint 26 ház állt a itt, ebből 4 lakatlan volt. 1576-ban 18, 1588-ban 21, 1599-ben 20, 1634-ben 36 portája volt. 1605-ben a Strém völgyével együtt Kolozsvárt és felégették Bocskai István hajdúi. 1643-ban 40 házában 236 lakos élt. A temetésekről szóló feljegyzések 1698-ig mennek vissza. 1787-ben 64 házban 211 lakos élt itt. 1804-ban 36 házában 198 lakos élt. 1828-ban 29 háza és 206 lakosa volt. 1857-ben 44 házat számláltak itt 261 lakossal.
Vályi András szerint: „KOLOSVÁR.  Glossing. Német falu Vas Várm. földes Ura G. Batthyáni Uraság, lakosai katolikusok, fekszik Dobrának szomszédságában, és annak filiája, földgye nem igen termékeny, többnyire hegyes, mellyeket a’ záporok járnak, réttyeinek is az áradások ártalmasak, szőleji jó borokat teremnek, fája tűzre, és épűletre van.”
Fényes Elek szerint: „Kolozsvár, (Glossing), német falu, Vas vmegyében, a német-ujvári uradalomban: 380 kath. lak. Zsankháza puszta ide tartozik.”
Vas vármegye monográfiája szerint: „Kolozsvár. Házszám 55, lélekszám 359. A lakosok németajkúak, r. kath. és ág. ev. vallásúak. Postája és távírója Németújvár. Birtokos Batthyány Fülöp herczeg.”
1910-ben 339, túlnyomórészt német lakosa volt. A trianoni békeszerződésig Vas vármegye Németújvári járásához tartozott. 1921-ben Ausztria Burgenland tartományának része lett. 1971-ben Németújvárhoz csatolták. 2001-ben 147 lakosa volt.

## Nevezetességei
Római katolikus temploma 1926-ban épült.

## Külső hivatkozások
- Várszentmiklós weboldala
- Kiskolozsvár a dél-burgenlandi települések honlapján
- Burgenland településeinek történeti lexikona